# Pseudoamallothrix soaresmoreirai
Pseudoamallothrix soaresmoreirai is een eenoogkreeftjessoort uit de familie van de Scolecitrichidae. De wetenschappelijke naam van de soort is voor het eerst geldig gepubliceerd in 1975 door Björnberg T.K.S..